# Pallacanestro Trieste
Pallacanestro Trieste ist ein italienischer Basketballverein aus Triest. Er wurde fünfmal italienischer Basketballmeister und spielt in der Serie A.

## Geschichte
Der Ursprung des Vereins liegt im Jahr 1863, als sich der Verein Società Ginnastica Triestina im damals österreichisch-ungarischen Triest mit irredentistischen Ansprüchen gründete. Die Ballsportart Basketball wurde allerdings erst nach dem Ersten Weltkrieg im Verein aufgenommen.
Zwischen 1930 und 1941 beherrschte Triest die höchste Spielklasse in Italien, die Serie A und wurde fünfmal italienischer Basketballmeister, zudem viermal Vizemeister. Nach dem Zweiten Weltkrieg verlor der Klub an Dominanz, wurde 1947 und 1955 noch zweimal Vizemeister. Es folgten noch zehn weitere Jahre in der ersten Liga, ehe man 1966 in die Serie B abstieg.
1975 gliederte sich die Basketball-Mannschaft des Vereins aus, nannte sich fortan Pallacanestro Trieste und stieg in der Saison 1981/82 wieder in die Serie A auf. Großes Problem in dieser Zeit war die fehlende Konstanz. Die Mannschaft von Trieste schaffte es nicht, sich in der Liga zu etablieren und musste wiederholt absteigen.
Deutlich besser wurde dies in den 1990er Jahren. Bereits zur Saison 1984/95 übernahm Stefanel das Sponsoring, was 1989/90 zum Erstligaaufstieg führte. Folglich war das Team ein ernsthafter Aspirant auf die italienische Meisterschaft, scheiterte zunächst aber dreimal in Folge im Viertelfinale der Play-offs. In der Saison 1993/94 wurde die Hauptrunde als Dritter beendet und in den Play-offs schaffte man es erstmals bis ins Halbfinale, wo man allerdings Victoria Libertas Pesaro unterlag. Ebenfalls feierte der Verein in dieser Spielzeit den größten Erfolg auf europäischer Ebene. Im Korać-Cup wurde das Finale erreicht, welches gegen PAOK Thessaloniki verloren wurde. Im Jahr darauf konnte man die guten Leistungen der Vorsaisons nicht bestätigen und verpasste die Play-offs als Zwölfter deutlich. Dafür wurde der Klub nationaler Vizepokalsieger. Im Endspiel schlug Pallacanestro Treviso das Team aus Trieste.
Dies war der letzte große Erfolg des Vereins. Es folgten Ende der 1990er Jahre einige Spielzeiten in der Serie A2, aber auch weitere Saisons in der Serie A, in der man aber nicht mehr zu den Top-Teams zählte. Das beste Ergebnis der jüngeren Vergangenheit war die Teilnahme am Viertelfinale der Play-offs um die Meisterschaft in der Saison 1999/2000. Im ersten Jahrzehnt des neuen Jahrtausends verbrachte der Klub sieben Jahre in der zweiten und drei Jahre in der ersten Liga. Seit der Saison 2011/12 spielte das Team in der zweiten Liga, erst in der Legadue und nach der Umbenennung 2013 in der Serie A2. 
In der Spielzeit 2017/18 gelang nach 14 Jahren der Wiederaufstieg in die Serie A, nachdem man in der Finalserie Best-of-Five in drei Spielen Junior Libertas Pallacanestro aus Casale Monferrato besiegte.
Insgesamt spielte Pallacanestro Trieste bisher 52 Jahre in der höchsten italienischen Liga.

## Halle
Der Klub trägt seine Heimspiele im 7.000 Plätze umfassenden PalaTrieste aus.

## Sponsorennamen
| - 1955–1956: Arrigoni - 1957–1960: Stock - 1961–1963: Philco - 1966–1975: Lloyd Adriatico | - 1976–1981: Hurlingham - 1981–1982: Oece - 1982–1984: Bic - 1984–1994: Stefanel | - 1994–1996: Illycaffè - 1996–1998: Genertel - 1998–1999: Lineltex - 1999–2001: Telit | - 2001–2002: Coop Nordest - 2002–2003: Acegas - 2003–2004: Coop Nordest - 2005–2013: Acegas Aps | - 2013–2015: ohne Hauptsponsor - 2016–2019: Alma - 2019–2022: Allianz - Seit 2022: ohne Hauptsponsor |

## Erfolge
- 5× Italienischer Meister (1930, 1932, 1934, 1940, 1941)
- 6× Italienischer Vizemeister (1931, 1935, 1937, 1939, 1947, 1955)
- Finalist Korać-Cup (1994)
- Italienischer Vizepokalsieger (1995)

## Bekannte ehemalige Spieler
- Ferdinando Gentile (1993–94)
- Dejan Bodiroga (1992–94)
- Gregor Fučka (1990–94)
- Dino Meneghin (1990–93)